# Joseph-Alfred Foulon
Joseph-Alfred Foulon (29. dubna 1823, Paříž – 23. ledna 1893, Lyon) byl francouzský římskokatolický duchovní, arcibiskup lyonský a od roku 1889 kardinál. Před jmenováním do Lyonu, zastával úřad arcibiskupa besançonského. Kardinál Foulon zemřel v roce 1893.

## Život
Joseph-Alfred Foulon se narodil v dubnu 1823 v Paříži. Na kněze byl vysvěcen v roce 1847 pro pařížskou arcidiecézi. Byl jmenován kanovníkem kapituly při katedrále Matky Boží v Paříži (před r. 1863). V roce 1867 byl jmenován biskupem diecéze Nancy a primasem lotrinským. Biskupské svěcení přijal v pařížském kostele svatého Eustacha. Hlavním světitelem byl arcibiskup Charles Martial Lavigerie.
Účastnil se jako koncilní otec prvního vatikánského koncilu. Dne 22. března 1882 byl jmenován arcibiskupem besançonským. V květnu 1887 byl vybrán jako nový arcibiskup lyonský a primas Galie.
Papež Lev XIII. jej na konzistoři roku 1889 jmenoval kardinálem ve třídě kardinál-kněz s titulem Sant’Eusebio. Kardinál Foulon zemřel v roce 1893 v Lyonu.

## Galerie

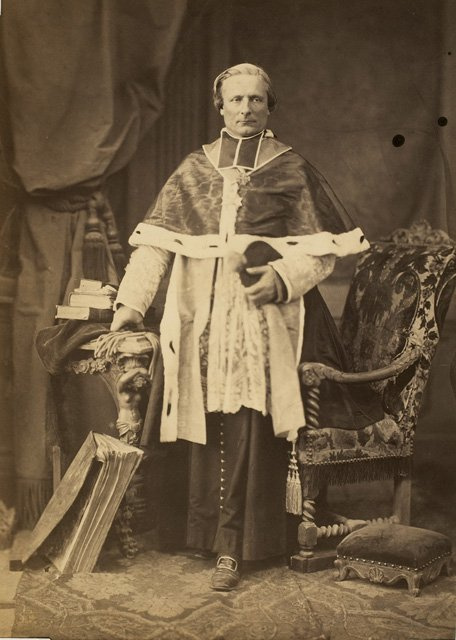
Kanovník Foulon v kapitulním chórovém oděvu s kolárkem ve formě tabulek
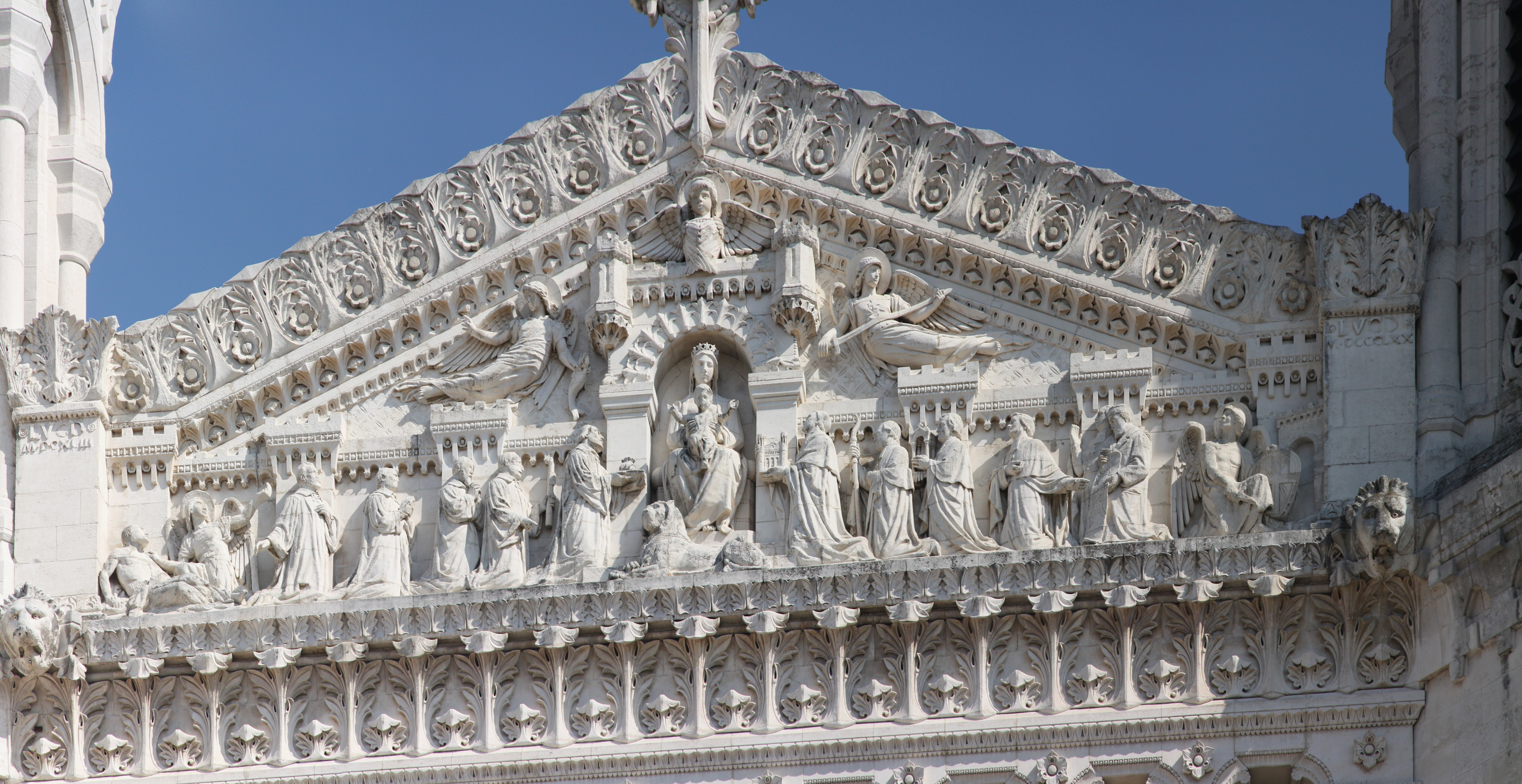
Sochy na průčelí baziliky Notre-Dame de Fourvière (kardinál Foulon je pátý zprava)